# Football Club of Pune City 2016
Questa voce raccoglie le informazioni riguardanti l'Pune City nelle competizioni ufficiali della stagione 2016.

## Maglie e sponsor
Il fornitore tecnico per questa stagione è Adidas, mentre lo sponsor ufficiale è Fair And Handsome.
| Casa | Trasferta |

## Rosa
| N. |                               | Ruolo | Calciatore           |
| -- | ----------------------------- | ----- | -------------------- |
| 1  | India (bandiera)              | P     | Vishal Kaith         |
| 2  | India (bandiera)              | D     | Rahul Bheke          |
| 3  | India (bandiera)              | D     | Augustin Fernandes   |
| 4  | Mali (bandiera)               | A     | Dramane Traoré       |
| 5  | Spagna (bandiera)             | C     | Bruno Herrero Arias  |
| 6  | Guinea Equatoriale (bandiera) | D     | Eduardo Ferreira     |
| 7  | Brasile (bandiera)            | C     | Jonatan Lucca        |
| 8  | Spagna (bandiera)             | C     | Pitu                 |
| 9  | Messico (bandiera)            | A     | Aníbal Zurdo         |
| 10 | Spagna (bandiera)             | A     | Jesús Tato           |
| 11 | Senegal (bandiera)            | A     | Momar Ndoye          |
| 12 | India (bandiera)              | C     | Francis Fernandes    |
| 13 | India (bandiera)              | P     | Arindam Bhattacharya |
| 14 | India (bandiera)              | C     | Eugeneson Lyngdoh    |

| N. |                      | Ruolo | Calciatore        |
| -- | -------------------- | ----- | ----------------- |
| 15 | India (bandiera)     | C     | Sanju Pradhan     |
| 16 | India (bandiera)     | C     | Zodingliana Ralte |
| 17 | India (bandiera)     | D     | Yumnam Raju       |
| 18 | India (bandiera)     | D     | Dharmaraj Ravanan |
| 19 | India (bandiera)     | D     | Gouramangi Singh  |
| 20 | Argentina (bandiera) | C     | Gustavo Oberman   |
| 21 | India (bandiera)     | C     | Arata Izumi       |
| 22 | Mali (bandiera)      | C     | Mohamed Sissoko   |
| 23 | Armenia (bandiera)   | P     | Apoula Edel       |
| 24 | India (bandiera)     | C     | Lenny Rodrigues   |
| 25 | India (bandiera)     | D     | Narayan Das       |
| 26 | India (bandiera)     | C     | Manish Maithani   |
|    | India (bandiera)     | D     | Rakesh Masih      |
|    | India (bandiera)     | A     | Ashique Kuruniyan |

## Calciomercato
| Acquisti | Acquisti             | Acquisti            | Acquisti   |
| R.       | Nome                 | da                  | Modalità   |
| -------- | -------------------- | ------------------- | ---------- |
| P        | Apoula Edel          | Chennaiyin          | definitivo |
| P        | Vishal Kaith         | Shillong Lajong     | prestito   |
| P        | Arindam Bhattacharya |                     |            |
| D        | Augustin Fernandes   | Salgaocar           | prestito   |
| D        | Rahul Bheke          | East Bengal         | prestito   |
| D        | Dharmaraj Ravanan    |                     |            |
| D        | Narayan Das          | East Bengal         | prestito   |
| D        | Yumnam Raju          | NorthEast Utd       | definitivo |
| D        | Gouramangi Singh     |                     |            |
| D        | Eduardo Ferreira     | Esteghlal Khuzestan | definitivo |
| D        | Rakesh Masih         | East Bengal         | prestito   |
| c        | Eugeneson Lyngdoh    | Bengaluru           | prestito   |
| C        | Mohamed Sissoko      |                     | svincolato |
| C        | Pitu                 | Llagostera          | svincolato |
| C        | Gustavo Oberman      | San Marcos de Arica | definitivo |
| C        | Bruno Herrero Arias  | Atlético Baleares   | definitivo |
| C        | Zodingliana Ralte    | Shillong Lajong     | prestito   |
| C        | Lenny Rodrigues      |                     |            |
| C        | Arata Izumi          | Atlético de Kolkata | definitivo |
| C        | Sanju Pradhan        | NorthEast Utd       | definitivo |
| C        | Francis Fernandes    | Delhi Dynamos       | definitivo |
| C        | Manish Maithani      |                     |            |
| C        | Jonatan Lucca        | Kelantan            | definitivo |
| A        | Momar Ndoye          | Muro FC             | definitivo |
| A        | Aníbal Zurdo         | Gimnàstic           | definitivo |
| A        | Jesús Tato           | Moghreb Tétouan     | definitivo |
| A        | Ashique Kuruniyan    |                     |            |

| Cessioni | Cessioni          | Cessioni   | Cessioni   |
| R.       | Nome              | a          | Modalità   |
| -------- | ----------------- | ---------- | ---------- |
| D        | André Bikey       |            | svincolato |
| A        | Eiður Guðjohnsen  |            | svincolato |
| A        | Ashique Kuruniyan | Villarreal | prestito   |

## Risultati

### Indian Super League
| Arbitro: | Hasan Ebrahim A. |

|  |           |                       |
|  | Marcatori | 68’ Matías Defederico |

| Arbitro: | Kumar S. |

|                   |           |                                 |
| Rafael Coelho 34’ | Marcatori | 26’ Arata Izumi 90’ Momar Ndoye |

| Arbitro: | Guerrero F. |

|  |           |                     |
|  | Marcatori | 79’ Emiliano Alfaro |

| Arbitro: | Meetei A. |

|                     |           |                    |
| Mohamed Sissoko 68’ | Marcatori | 3’ Cédric Hengbart |

| Arbitro: | Nagvenkar T. |

|                  |           |                     |
| Aníbal Zurdo 82’ | Marcatori | 28’ Jeje Lalpekhlua |

| Arbitro: | Dilan H. P. |

|                 |           |                  |
| Milan Singh 79’ | Marcatori | 45+2’ Jesús Tato |

| Arbitro: | Dutta A. |

|  |           |                   |
|  | Marcatori | 32’ Rafael Coelho |

| Pune 6 novembre 2016, ore 19:00 UTC+5:30 8ª giornata                                  | Pune City | 2 – 1 referto | Atlético de Kolkata | Balewadi Stadium |
| \| \| \| \| \| Eduardo Ferreira 41’ Aníbal Zurdo 56’ \| Marcatori \| 69’ Iain Hume \| |           |               |                     |                  |
|                                                                                       |           |               |                     |                  |
| Eduardo Ferreira 41’ Aníbal Zurdo 56’                                                 | Marcatori | 69’ Iain Hume |                     |                  |

| Mumbai 10 novembre 2016, ore 19:00 UTC+5:30 9ª giornata | Mumbai City | 0 – 1 referto         | Pune City | DY Patil Stadium |
| \| \| \| \| \| \| Marcatori \| 89’ Eugeneson Lyngdoh \| |             |                       |           |                  |
|                                                         |             |                       |           |                  |
|                                                         | Marcatori   | 89’ Eugeneson Lyngdoh |           |                  |

| Arbitro: | Waldron N. |

|                                      |           |  |
| Jeje Lalpekhlua 44’ Davide Succi 51’ | Marcatori |  |

| Arbitro: | Waldron N. |

|                                                                 |           |                                                               |
| Aníbal Zurdo 55’, 63’ Mohamed Sissoko 62’ Lenny Rodrigues 90+3’ | Marcatori | 44’ Kean Lewis 79’ (A.g.) Eduardo Ferreira 90+4’ Malsawmzuala |

| Arbitro: | Waldron N. |

|                        |           |  |
| Koffi Ndri Romaric 81’ | Marcatori |  |

| Pune 25 novembre 2016, ore 19:00 UTC+5:30 13ª giornata                                 | Kerala Blasters | 2 – 1 referto      | Pune City | Jawaharlal Nehru Stadium (51.341 spett.) |
| \| \| \| \| \| Duckens Nazon 7’ Aaron Hughes 57’ \| Marcatori \| 90+5’ Aníbal Zurdo \| |                 |                    |           |                                          |
|                                                                                        |                 |                    |           |                                          |
| Duckens Nazon 7’ Aaron Hughes 57’                                                      | Marcatori       | 90+5’ Aníbal Zurdo |           |                                          |

| Calcutta 2 dicembre 2016, ore 19:00 UTC+5:30 14ª giornata | Atlético de Kolkata | 0 – 0 referto | Pune City | Rabindra Sarobar Stadium (12.420 spett.) |

### Andamento in campionato
| Giornata  | 1 | 2 | 3 | 4 | 5 | 6 | 7 | 8 | 9 | 10 | 11 | 12 | 13 | 14 |
| --------- | - | - | - | - | - | - | - | - | - | -- | -- | -- | -- | -- |
| Luogo     | C | T | C | C | C | T | C | C | T | T  | C  | T  | T  | T  |
| Risultato | P | V | P | N | N | N | P | V | V | P  | V  | P  | P  | N  |
| Posizione | 7 | 5 | 6 | 7 | 7 | 7 | 7 | 6 | 5 | 6  | 4  | 6  | 6  | 6  |

Legenda:

Luogo: C = Casa; T = Trasferta. Risultato: V = Vittoria; N = Pareggio; P = Sconfitta.